# Beni shoga

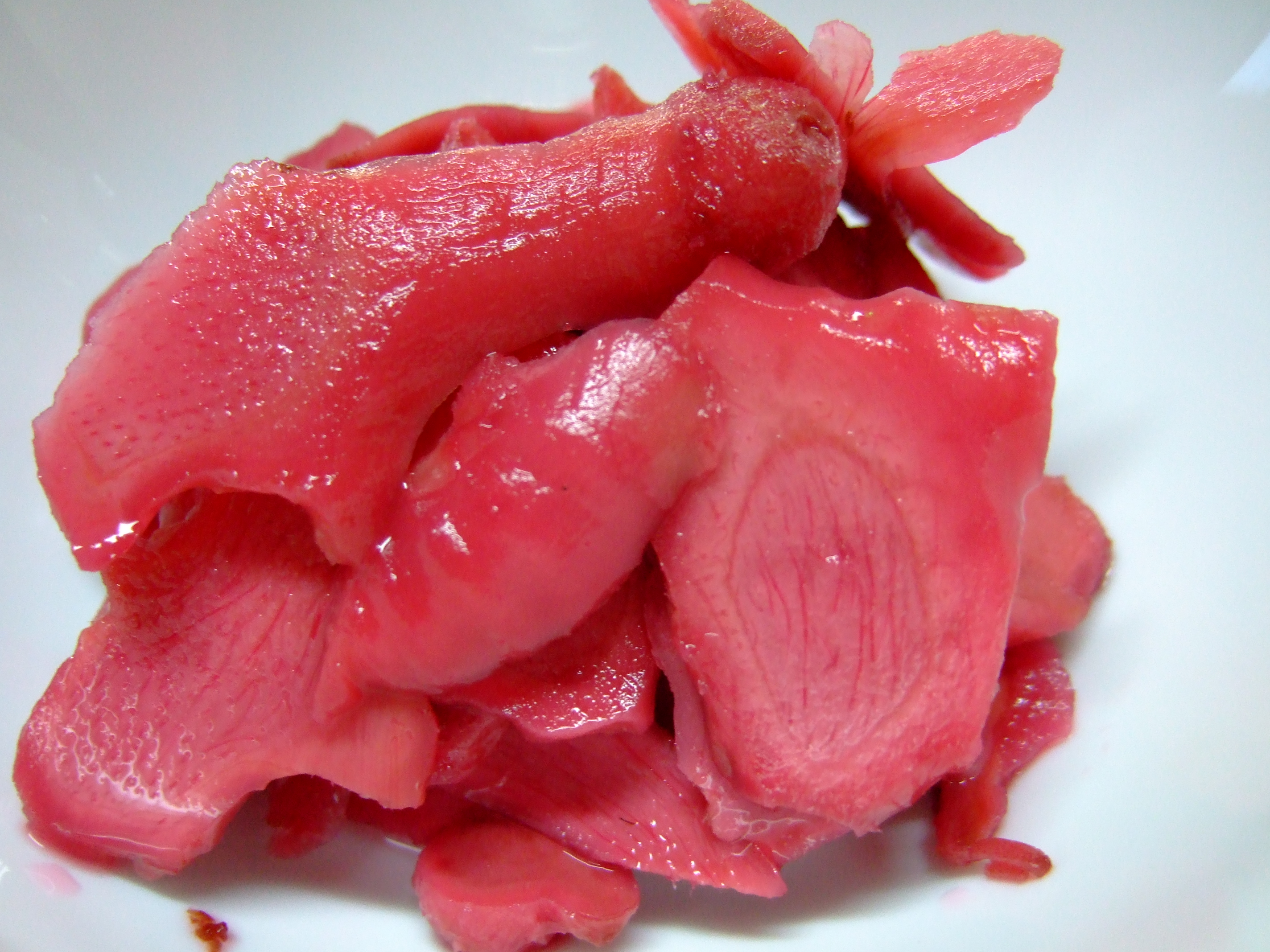

Beni Shoga (Japans: 紅生姜) is gember gepekeld in umezo (ook wel ume azijn genoemd), waardoor het een rode kleur heeft. Het is een veel voorkomende topping bij Japanse gerechten, zoals okonomiyaki en gyudon.